# Надсанские говоры
Надса́нские го́воры (также посанские говоры, сянские говоры, доливские говоры; укр. надсянський говір, надсянські говірки, долівський говір) — говоры юго-западного наречия украинского языка, распространённые на западе Украины в верховьях реки Сан в приграничных с Польшей районах Львовской области (от реки Стрвяж на юге до реки Танвы на севере). Вместе с поднестровскими, гуцульскими и покутско-буковинскими говорами входят в состав архаичной галицко-буковинской группы говоров.
До 1945 года основной ареал надсанских говоров размещался в Польше — в восточной части современного Подкарпатского воеводства. После Второй мировой войны носители посанских говоров были выселены в северные и западные воеводства Польши, а также в различные регионы Украины. На польской территории сохраняются лишь небольшие украиноязычные островки в районах городов Пшемысль и Ярослав.
Для языковой структуры надсанских говоров характерно наличие ряда общих диалектных черт с чертами поднестровских, бойковских и лемковских говоров, а также значительное влияние польского языка, ставшее следствием длительных межъязыковых контактов.

## Особенности говоров
Основные фонетические явления надсанских говоров:
1. Переход древнерусских гласных *е, *ь в позиции под ударением в гласный переднего ряда средне-верхнего подъёма [е] (ўтéц, уве́с), а в безударной позиции в открытых или закрытых слогах — в [і] (ко́піц, зіле́ный, ні нісу́).
2. Переход в части говоров (преимущественно, в западнопосанских) *е > [’у]: н’ус (укр. литер. ніс «нёс»), л’уг (укр. литер. ліг «лёг»). После губных в этой позиции возможна дополнительная консонантная артикуляция (произношение j, н’): мн’ут (укр. литер. мед «мёд»), пйук (укр. литер. пік «пёк»). В позиции до и после согласного /р/, а также после /ж/, /ч/, /ш/, /j/ произношение /е/ сближается с гласным [а]: саради́на (укр. литер. середина «середина»), ша́стий (укр. литер. шостий «шестой»).
3. Сохранение исконного различения гласных *і и *ы — произношение [і] в соответствии *і после согласных, за исключением /ж/, /ч/, /ш/, /p/ (діті́на, рубі́ті); произношение [ы] на месте *ы (сыр, дым), в части говоров /ы/ лабиализованный — [ы˚]; сильная лабиализация наблюдается в безударной позиции, в частности, в приставке вы-, частице бы, союзе жы: вуган’еў (укр. литер. виганяв «выгонял»), жыбу < жеби (укр. литер. щоби «чтобы»), робиў бу (укр. литер. би «бы»).
4. На месте *а после шипящих и мягких согласных в северных и южных говорах сохраняется произношение [’а] (т’áжко); в центральных говорах в ударной позиции в соответствии *а отмечается гласная [’е]: ч’ес, т’éжко; в безударной — гласная [і]: з’іл’í (укр. литер. зілля «зелье»).
5. Замена /ў/, /в/ в предлогах и приставках перед последующими звонкими согласными на [г], перед глухими — на [x]: гмер (укр. литер. вмер «умер»), гдома (укр. литер. вдома «дома»), хпаў (укр. литер. впав «упал»), x по́йас (укр. литер. в пояс «в пояс»).
6. Переход /л/ после гласных в конце слога и слова в [ў].
7. В глагольных формах сохраняется сочетание губного согласного и /j/: ро́бйу, те́рпйу.

К морфологическим явлениям относят:
1. Наличие окончания -ом в формах творительного падежа единственного числа существительных и местоимений женского рода: том руко́м, с тако́м ба́бом (в северо-западных говорах). В тех же формах в юго-восточных говорах отмечаются окончания -оў / -еў: тоў рукóў, нашоў газди́неў, при этом в юго-восточных говорах наряду с формами -оў / -еў встречаются также формы с окончанием -ом.
2. Образование форм глагола повелительного наклонения путём сокращением флексии і, часто, со смягчением конечного согласного основы: прине́с’ (укр. литер. принеси «принеси»), бер’ (укр. литер. бери «бери»), вос’ (укр. литер. візьми «возьми»).
3. Употребление союзов жи (укр. литер. що «что»), жиби (укр. литер. щоб «чтобы»), бе́сту, бристуто́ (укр. литер. якби «если бы»), предлога без (укр. литер. через «за, через») и т. д.

Для лексики надсанских говоров характерны сохранение архаичных лексем, образование на их основе новых слов, а также заимствования из польского и других языков, адаптированные под украинское произношение. В посанских говорах отмечается распространение таких слов, как: вéртан’і (укр. литер. міра орного поля «мера пахотного поля»); ко́ніч, комани́чина, ўурíшина (укр. литер. конюшина «клевер»); па́цір (укр. литер. молитва «молитва») и многих других.

## Говоры в художественной литературе
Надсанский говор присутствует в речи персонажей Осипа Маковея и других украинских писателей.

## Говоры в современной музыкальной культуре
Надсанские говоры использует в своём творчестве украинская поп-группа DZIDZIO. Элементы говоров включаются в тексты песен для создания особого колорита и характеристики персонажей песни, связанных с сельской местностью.